# Skrattduva
Skrattduva (Streptopelia roseogrisea) är en liten och smäcker duva som förekommer naturligt i torra delar av Afrika söder om Sahara samt på södra Arabiska halvön. Burrymlingar av en domesticerad form har också etabletat frilevande populationer på olika platser i världen.

## Utseende
Skrattduvan är liten och nätt, och mäter cirka 28–30 cm. På ovansidan, från skuldrorna till stjärten är den ljust gråbrun. Vingpennorna är mörkare, närmast svarta och vingkanten har blåaktig nyans. Huvud, hals och bröst är rosaaktiga till vit, och kinden och magen är vitaktig. Iris är röd och den har vit orbitalring. På halsen har den ett svart streck omgärdat av vitt. Könen är lika.
Den är mycket lik turkduva, och kan på platser där båda arterna förekommer vara svåra att skilja. Främst skiljs de åt på storlek, läte och att skrattduvan har kortare stjärt. Skrattduvan är också något ljusare, med bland annat vitare buk, men kontrasterar mer med de mörkare handpennorna och stjärtovansidan. Den domesticerade formen av skrattduva, som härstammar från utsläppta burfåglar, är ofta ännu ljusare och mindre än den vilda formen, och mäter 27–29 cm.

## Läte
Sången består av ett par toner som upprepas, den första kort och betonad och den andra utragen och inledd med en rullande drill. Lätet är ett bräkande fallande skratt som avtar på slutet.

## Systematik och utbredning

### Systematik
Närmaste släkting till skrattduvan är turkduvan (Streptopelia decaocto), enligt molekylärgenetiska studier av mitokondrie-DNA (mtDNA) och kärn-DNA, och dessa två arter är systergrupp till sorgduvan (S. decipiens).
Den tama varianten av skrattduva kategoriserades ibland som den egna arten Streptopelia risoria, men idag behandlar de flesta auktoriteter den som en domesticerad form av skrattduvan (S. roseogrisea forma domestica).

### Utbredning
Skrattduvans naturliga utbredningsområde sträcker sig i ett band över hela den afrikanska kontinenten, från Kanarieöarna och Kap Verde till sydvästra Arabiska halvön. I sitt centrala afrikanska utbredningsområde är den en stannfågel, medan den norr och söder om detta område är en flyttfågel. Populationen på Arabiska halvön är stannfåglar. 
På flera platser i världen har den också etablerat frilevande populationer, ofta utifrån den domesticerade formen: Nya Zeeland, Puerto Rico, Mexiko (Guerrero), Bahamas (New Providence), USA (huvudsakligen Florida), östra kustnära Spanien samt i Kanarieöarna på Gran Canaria och Teneriffa.

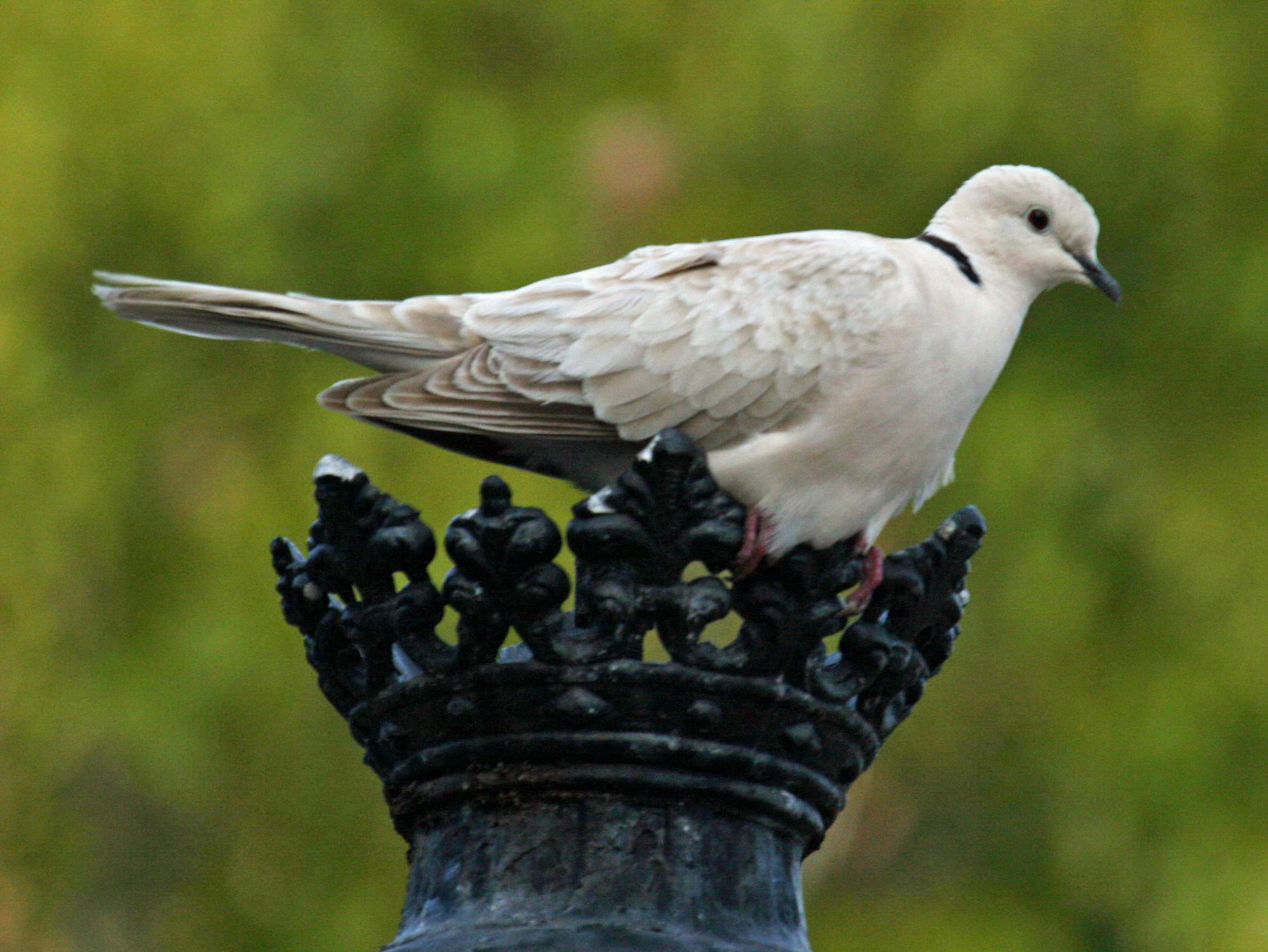
Tam skrattduva (forma domestica), i Puerto Rico.

### Underarter
Skrattduvan delas upp i två underarter med följande utbredning:
- Streptopelia roseogrisea roseogrisea – förekommer från Mauretanien och Senegambia till Sudan och västra Etiopien.
- Streptopelia roseogrisea arabica – förekommer från Eritrea, Etiopien och Somalia till Arabiska halvön.

## Ekologi
Även om den lever i torra områden återfinns den främst i närheten av vatten. Födan består mestadels av frön, men tar även andra vegetabilier, insekter och vissa sniglar.

### Häckning

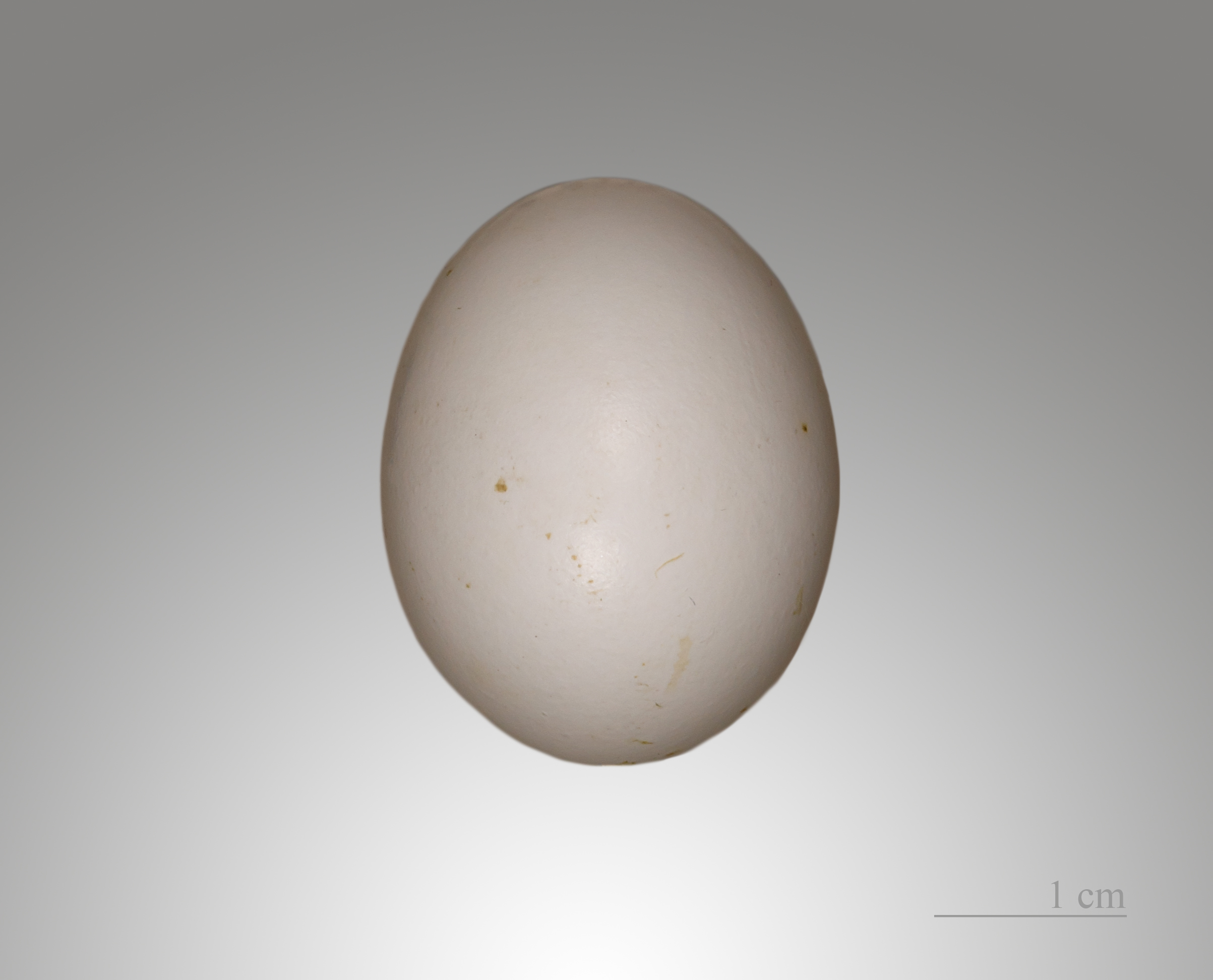
Ägg av skrattduva.

Skrattduvans häckningstid varierar geografiskt, från året runt i Västafrika, september–oktober i Tchad, december–juni i Sudan och december–februari i Etiopien. Hanen bugar och dansar under parningstid. Det lösa skålformade boet placeras i ett träd eller en buske, i genomsnitt 2,5 meter ovan mark. Däri lägger honan vanligen vanligen två ägg, ibland ett, som ruvas i 14–15 dagar. Efter ytterligare 15 dagar är ungarna flygga.

## Status och hot
Arten har ett stort utbredningsområde och en stor population med stabil utveckling, och tros inte vara utsatt för något substantiellt hot. Utifrån dessa kriterier kategoriserar internationella naturvårdsunionen IUCN arten som livskraftig (LC). Världspopulationen har inte uppskattats men den beskrivs som vanlig till mycket vanlig.

## Taxonomi och namn
Skrattduvan beskrevs taxonomiskt som art av svenska Carl J. Sundevall 1857. Det vetenskapliga artnamnet roseogrisea betyder "skärgrå".